# Забояркин, Александр Васильевич
Александр Васильевич Забояркин (1925—1996) — советский военный. Участник Великой Отечественной войны. Герой Советского Союза (1943). Капитан 1-го ранга военно-морского флота СССР.

## Биография
Александр Васильевич Забояркин родился 23 июля 1925 года в селе Волоконск Льговского уезда Курской губернии РСФСР СССР (ныне село Большесолдатского района Курской области Российской Федерации) в крестьянской семье. Русский. Окончил 8 классов сельской школы в 1941 году.
В период с ноября 1941 года по февраль 1943 года А. В. Забояркин находился на территории, оккупированной немецко-фашистскими войсками. После освобождения Красной Армией Большесолдатского района Александр Васильевич добровольно явился в штаб 240-й стрелковой дивизии 38-й армии, освобождавшей район, и 6 марта 1943 года был зачислен сапёром в 368-й отдельный сапёрный батальон. Боевое крещение принял на Воронежском фронте в ходе Харьковской оборонительной операции. С конца марта по август 1943 года участвовал в оборонительных боях на южном фасе Курской дуги восточнее города Сумы. В августе-сентябре 1943 года красноармеец А. В. Забояркин сражался за освобождение Левобережной Украины в ходе Сумско-Прилукской операции Битвы за Днепр. Особо отличился при форсировании Днепра.
В конце сентября 1943 года войска Воронежского фронта вышли к Днепру севернее Киева. Войскам 38-й армии предстояло форсировать реку и захватить плацдармы на рубеже Сваромье-Вышгород. В ночь с 28 на 29 сентября красноармеец А. В. Забояркин первым на лодке переправил на правый берег Днепра в районе села Лютеж десантный отряд из 15 бойцов. Всего к утру 29 сентября под сильным пулемётным и миномётным огнём Александр Васильевич перевёз на другой берег 40 солдат, чем способствовал занятию и закреплению плацдарма на правом берегу реки, впоследствии получившего название Лютежского. В ночь с 29 на 30 сентября 1943 года рядовой Забояркин более 2 часов под постоянным обстрелом врага работал в холодной воде, устанавливая паромную переправу. В последующие дни он переправил через Днепр свыше 250 солдат с вооружением и боеприпасами, 17 пулемётов, 12 пушек, миномёт, большое количество снарядов и продовольствия, а также трижды прокладывал через Днепр телефонный кабель, обеспечив связь командования с подразделениями, защищавшими захваченный плацдарм. 13 ноября 1943 года указом Президиума Верховного Совета СССР красноармейцу Забояркину Александру Васильевичу было присвоено звание Героя Советского Союза.
В последующем Александр Васильевич в составе своего подразделения освобождал Правобережную Украину, обеспечивая инженерное сопровождение стрелковых частей своей дивизии в ходе Киевской наступательной, Житомирско-Бердичевской и Уманско-Ботошанской операций. Летом 1944 года А. В. Забояркина отозвали с фронта и направили в Ленинградское военно-инженерное училище им. А. А. Жданова, находившееся в тот момент в эвакуации в Костроме, которое он закончил уже после Победы — 22 мая 1945 года.
После войны Александр Васильевич продолжил службу в Ленинградском военном округе. В 1948 году он поступил в Ленинградское военно-морское подготовительное училище, которое скоро было преобразовано в 1-е Балтийское высшее военно-морское училище. С 1949 года служил офицером-подводником на Северном флоте. Был командиром дизельной подводной лодки проекта 613. После окончания заочного обучения в Военно-морской академии в 1967 году служил в штабе Северного флота. Затем преподавал в Киевском высшем Военно-морском политическом училище.
В 1980 году капитан 1-го ранга А. В. Забояркин вышел в отставку. Жил в Киеве. 26 марта 1996 года Александр Васильевич скончался. Похоронен на Лесном кладбище Киева.

## Награды
- Медаль «Золотая Звезда» (13.11.1943);
- орден Ленина (13.11.1943);
- орден Отечественной войны 1-й степени (06.04.1985);
- орден Красной Звезды;
- орден За службу Родине в Вооружённых Силах СССР 3-й степени;
- медали.

## Память
- Имя Героя Советского Союза А. В. Забояркина носит Волоконская средняя общеобразовательная школа в селе Волоконск Курской области.

## Документы
- Общедоступный электронный банк документов «Подвиг Народа в Великой Отечественной войне 1941—1945 гг.» Архивировано 13 марта 2012 года.

Герой Советского Союза. Архивировано 25 декабря 2012 года.
1512084140 Орден Отечественной войны 1-й степени. Архивировано 23 мая 2013 года.